# Thai Airways International
Thai Airways International (thailändisch บริษัท การบินไทย จำกัด; kurz: THAI) ist die größte Fluggesellschaft Thailands und nationale Fluggesellschaft des Landes mit Sitz in Bangkok und Basis auf dem Flughafen Bangkok-Suvarnabhumi. Sie ist Gründungsmitglied der Luftfahrtallianz Star Alliance.

## Geschichte

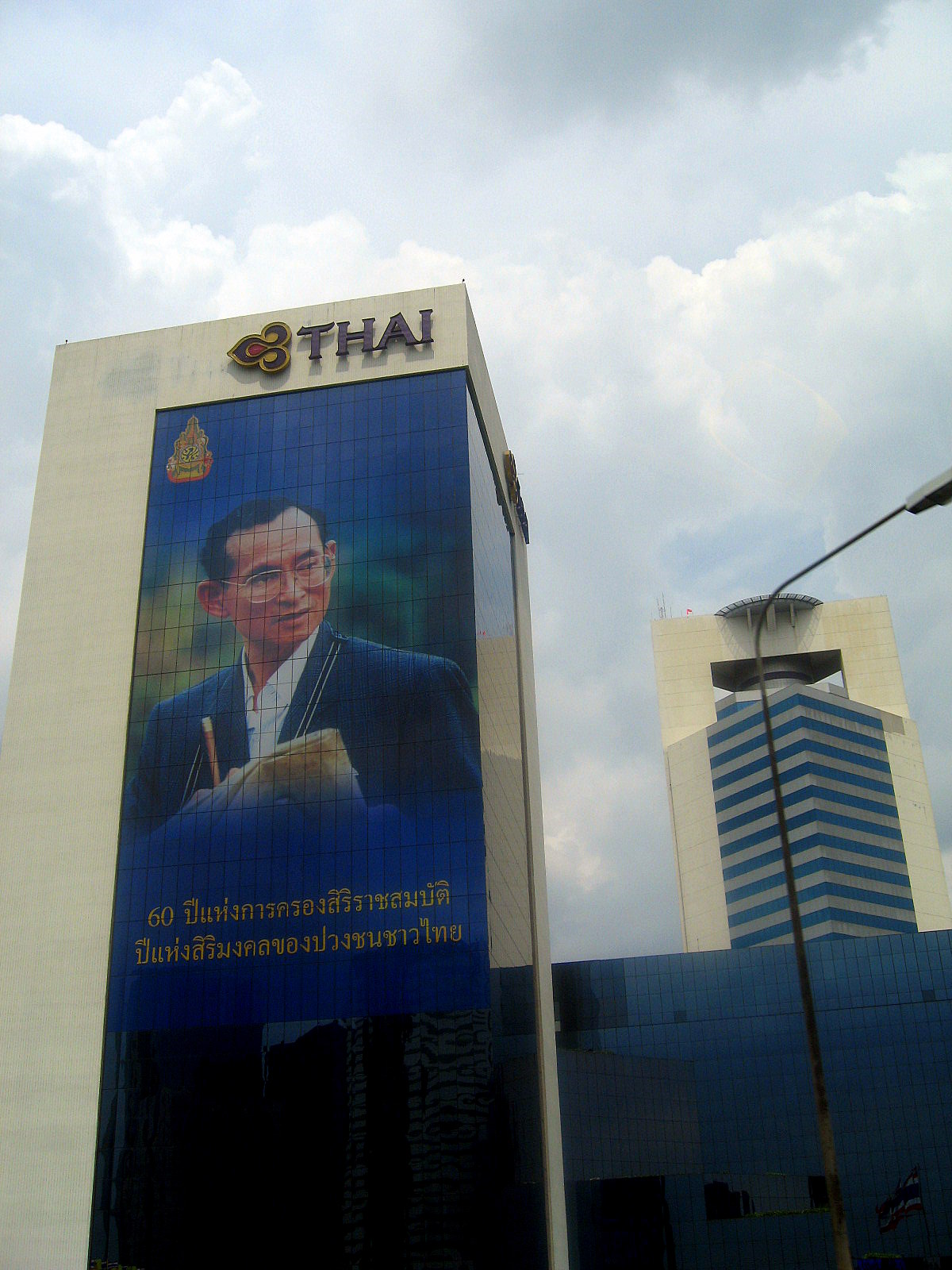
Hauptsitz der Thai Airways in Bangkok

### Gründungsmitglied Thai Airways Company
Bereits 1951 entstand durch den Zusammenschluss von Siamese Airways und Pacific Overseas Airlines die Fluggesellschaft Thai Airways Company (TAC). Diese bediente neben Inlandsstrecken auch einige wenige Verbindungen zu nahen ausländischen Flughäfen wie Hongkong und Tokio. Das Unternehmen für die Inlandsflüge bestand bis zum 31. März 1988 und fusionierte am 1. April 1988 mit Thai Airways International.

### Gründung der Thai Airways 1959–1976

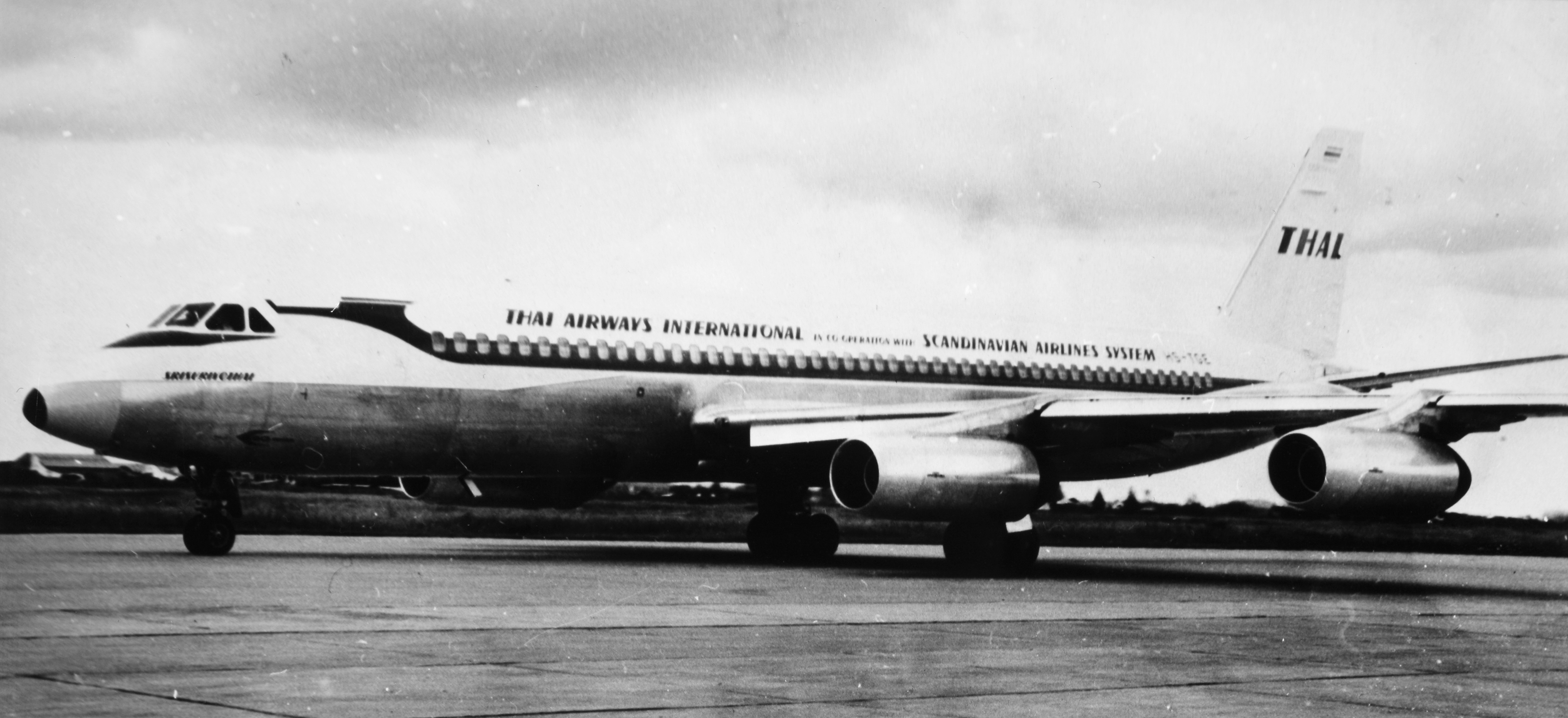
Convair CV-990 Coronado der Thai Airways, etwa im Jahr 1966

Ende der 1950er Jahre entwickelte Thai Airways Company mit der skandinavischen SAS Scandinavian Airlines ein Konzept, um in das internationale Geschäft einzutreten. Die Zusammenarbeit zwischen Thai und SAS in Form eines am 24. August 1959 unterzeichneten Joint Ventures, ist eine der ältesten Luftfahrtallianzen überhaupt. Die offizielle Gründung von Thai Airways wurde mit der Eintragung der Unternehmensform ins Register am 29. März 1960 vollzogen, mit einem Einlagekapital von 2 Millionen Baht, woran Thai Airways zu 70 % und SAS zu 30 % beteiligt waren. Seit dem ersten Flug am 1. Mai 1960 sind die Passagierzahlen stark gestiegen. Das neue Unternehmen trug den Namen Thai Airways International Company Limited, das Firmenlogo ist bis heute eine Orchideenblüte.
Am 1. Mai 1960 nahm die Fluggesellschaft den Flugbetrieb mit drei samt Piloten von SAS gestellten Maschinen des Typs Douglas DC-6 auf. Im ersten Jahr konnten 83.000 Passagiere befördert werden und schon damals erhielt der Bordservice zu den Streckenzielen nach Hongkong, Jakarta, Kalkutta, Kuala Lumpur, Rangun, Saigon, Singapur, Taipeh und Tokyo den Namen „Royal Orchid“. 1962 folgte mit zwei von SAS gemieteten Convair CV-990A Coronado die ersten Jets, die später durch die französische Caravelle und die Douglas DC-8 ersetzt wurden. Danach wurden auch DC-9 und DC-10 beschafft. Im Jahr 1966 war Thai die erste Fluggesellschaft Asiens, die ausschließlich mit Jets operierte.
Ab 1971 standen erstmals interkontinentale Ziele im Flugplan. Sydney war das erste Ziel, 1972 folgte Kopenhagen und ab 1973 Frankfurt am Main und London. Zu diesem Zeitpunkt war Thai mit 3.000 Mitarbeitern bereits der größte Arbeitgeber Thailands. Nach Abgabe der Beteiligung der SAS (ab 1975) stockte die thailändische Regierung ihren Anteil sukzessive auf.

### Thai Airways 1977–1988

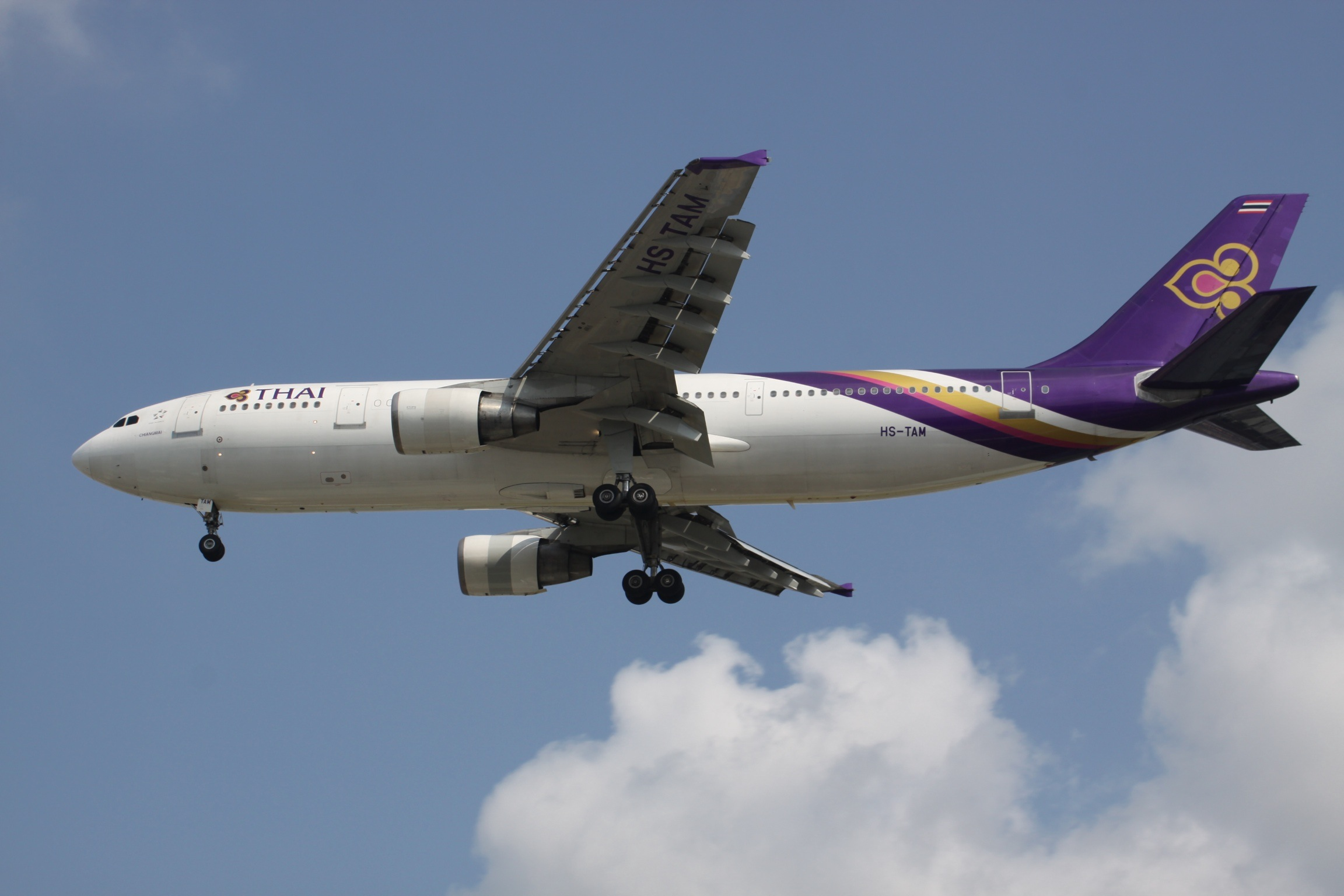
Airbus A300 der Thai Airways, im Jahr 2012

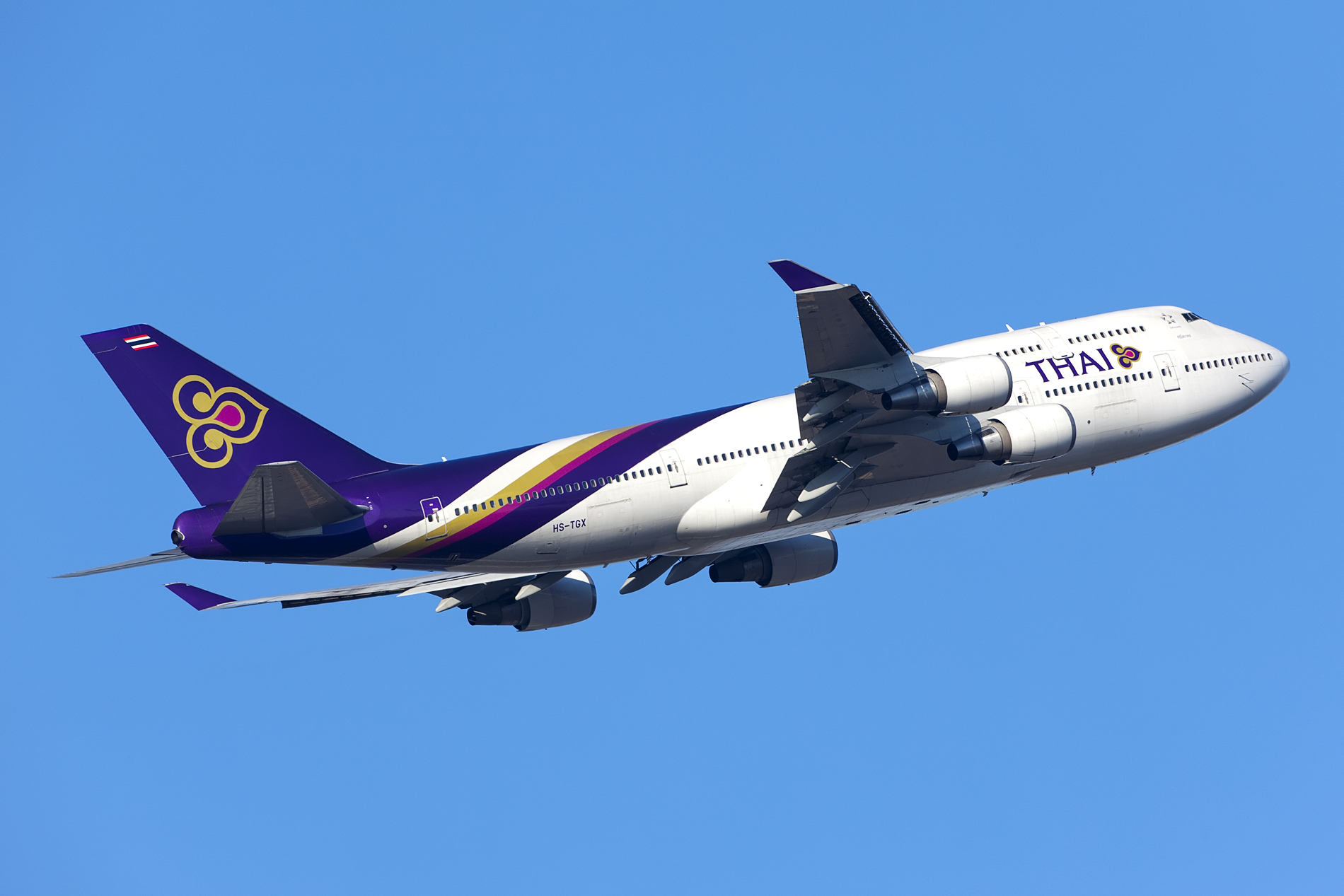
Boeing 747-400 der Thai Airways, Frankfurt 2012

Mit dem Erwerb des verbliebenen Aktienanteils der SAS Scandinavian Airlines von 15 Prozent durch den thailändischen Staat wurde dieser 1977 alleiniger Eigentümer der Fluggesellschaft. Zwischenzeitlich wurden bereits Langstreckenflugzeuge vom Typ McDonnell Douglas DC-10-30 bei SAS und der französischen Union de Transports Aériens gemietet. Am 15. April 1977 bestellte Thai zwei Airbus A300B4-2C und vier Airbus A300B4-203, die bis März 1985 ausgeliefert wurden. Sie galten lange Zeit als tüchtige „Arbeitspferde“ auf den innerasiatischen Routen, wurden aber bis zum 31. Juli 2014 ausgeflottet. Die erste Boeing 747 stieß 1979 zur Flotte.

### Thai Airways International seit 1988

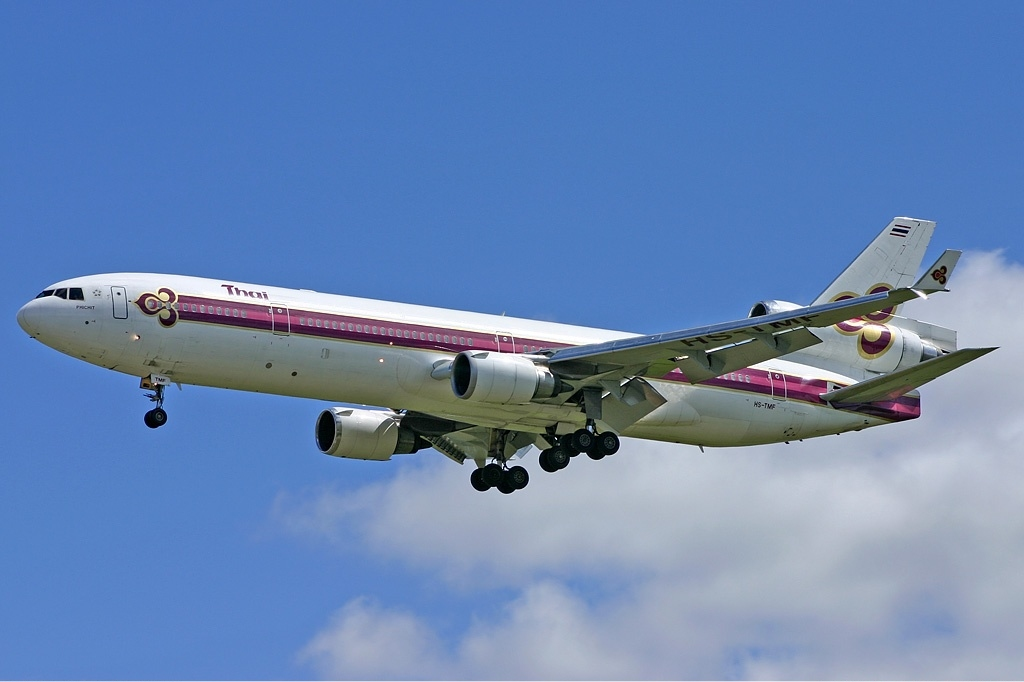
McDonnell Douglas MD-11 der Thai Airways im Jahr 2005

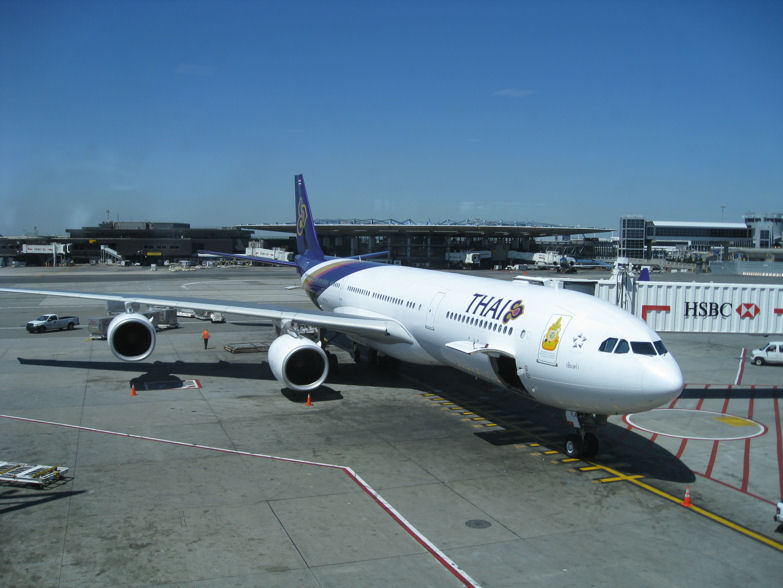
Ein Airbus A340-500HGW der Thai Airways im Jahr 2008

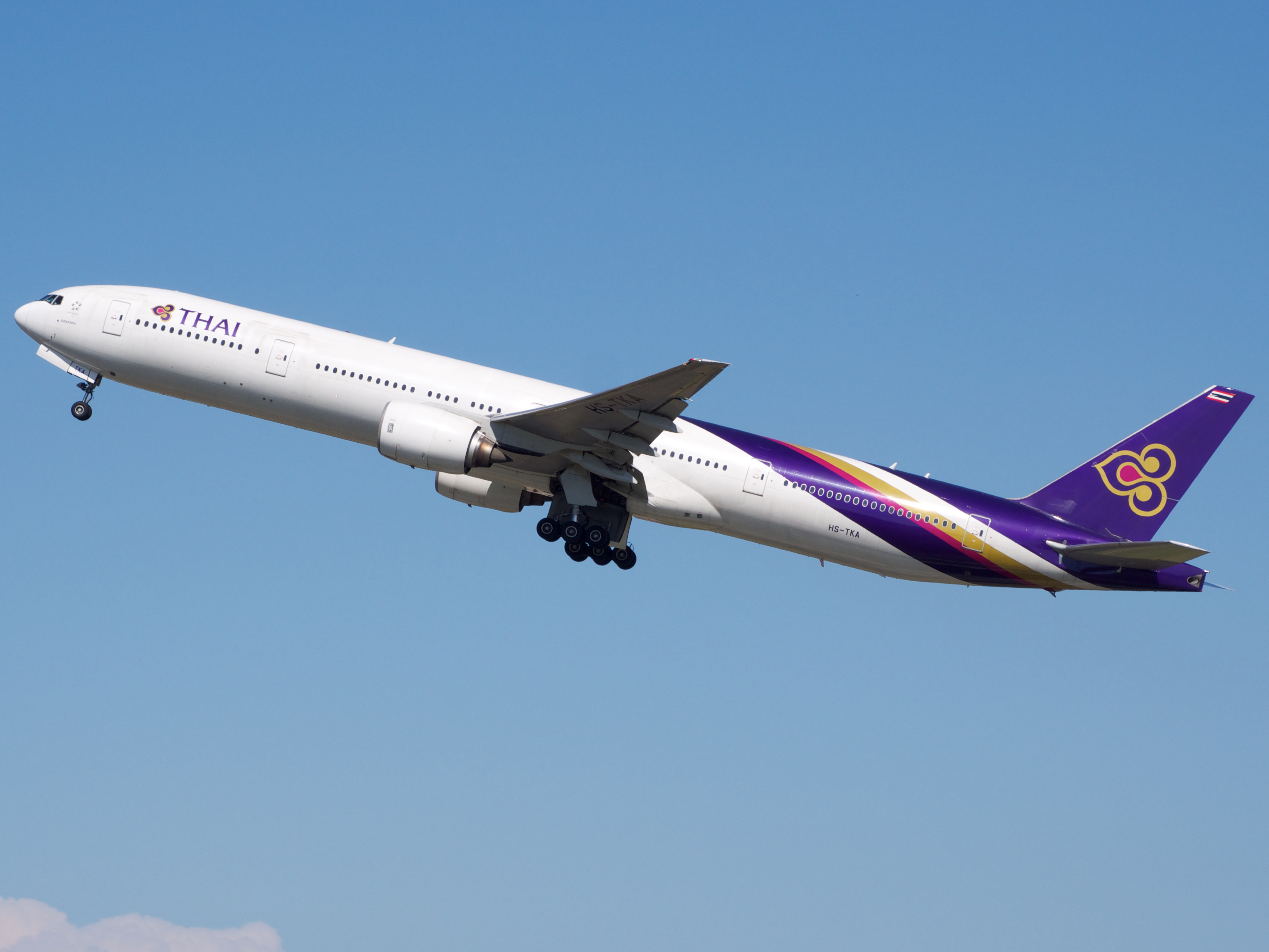
Boeing 777-300 der Thai Airways

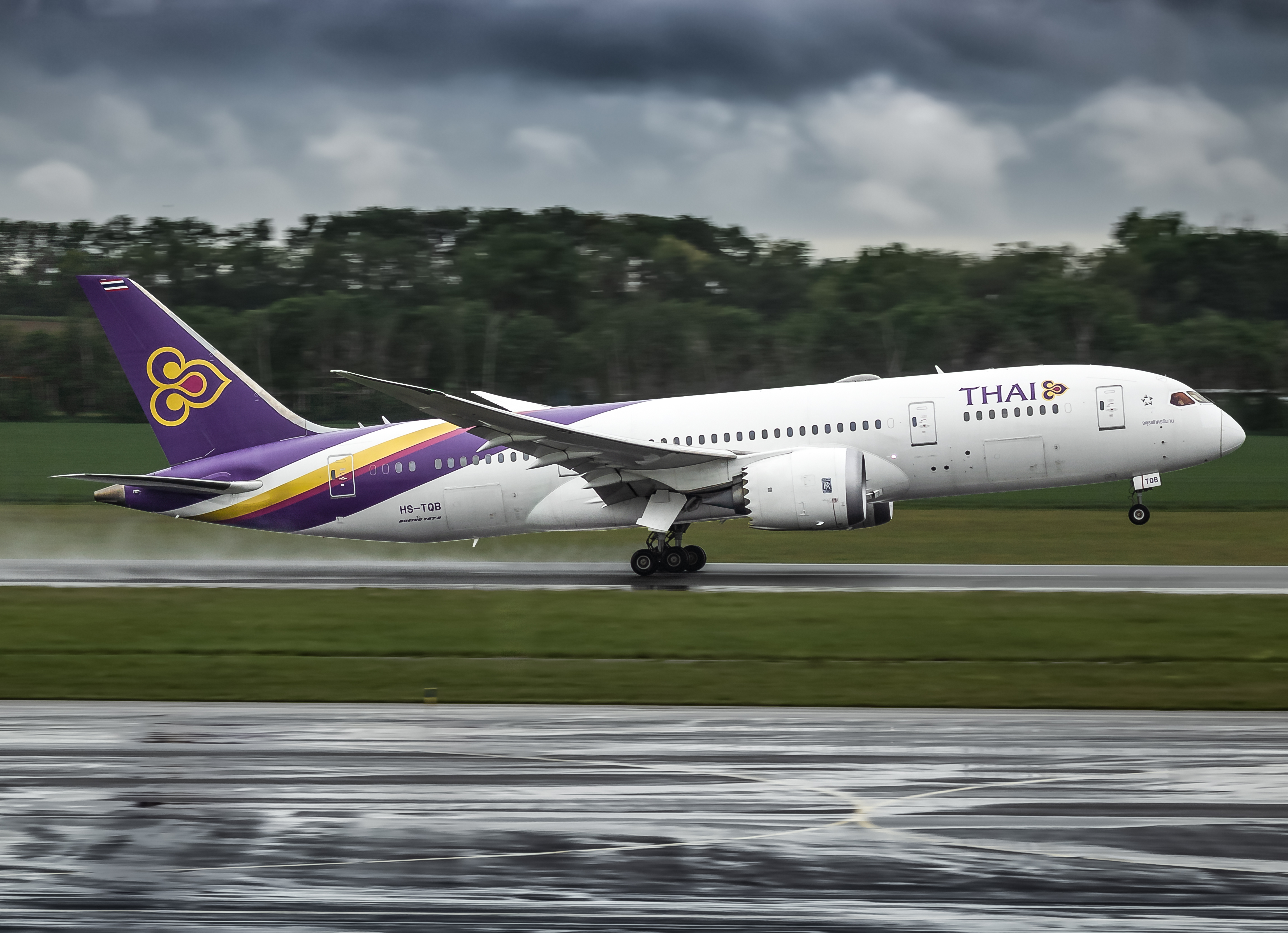
Boeing 787-8 der Thai Airways

Am 1. April 1988 fusionierten Thai Airways Company und Thai Airways zur Thai Airways International PCL. 1991 wurden erstmals Aktienpakete ausgegeben. Bis Oktober 1993 kamen sechs A300B4-601, zwei A300B4-605 und acht A300B4-600R dazu. 1996 beförderte die Fluggesellschaft 14,6 Millionen Passagiere und hatte 21.500 Mitarbeiter. 1998 hielt der thailändische Staat aber immer noch 93 Prozent der Anteile.
Mit Gründung der Star Alliance im Jahr 1997 wurden auch die 1990er Jahre in der Geschichte der Thai Airways geprägt. Es wurden 1998 rund 51 Städte in 36 Ländern angeflogen und 20 Städte im Inland.
2004 gründete das Unternehmen die Tochtergesellschaft Nok Air, um im Markt mit einer Billigfluggesellschaft anderen Unternehmen mithalten zu können.
Mit Inbetriebnahme ihres ersten Airbus A340-500 am 1. Mai 2005 wurde auch ein neues Erscheinungsbild sowie eine neue Farbgebung eingeführt.
Zum 1. Juli 2008 wurde die Ultra-Langstrecke, die nonstop in 17 Stunden und 30 Minuten von Bangkok zum John F. Kennedy International Airport führte, eingestellt. Sie wurde bis dahin mit Airbus A340-500HGW bedient, die ausgemustert wurden. Die sechs Großraumjets stehen mit sechs weiteren Airbus A330-300 und zwei Boeing 747-400 zum Unmut der Airports of Thailand auf dem Südgelände des Flughafens Bangkok-Don Muang. Die Flugzeuge sollen veräußert werden.
Im selben Jahr fuhr Thai Airways erstmals in ihrer Geschichte Verluste ein. Sie begründete dies vor allem auf die gestiegenen Treibstoffkosten, die weltweite Rezession und die Besetzung der beiden Flughäfen von Bangkok während der politischen Unruhen.
Im August 2010 wurde die Gründung einer neuen Billigfluggesellschaft namens Thai Tiger bekannt gegeben. Das Joint Venture von Thai Airways International und Tiger Airways sollte Anfang 2011 den Flugbetrieb aufnehmen. Am 17. September 2011 wurde bekannt, dass Thai Airways das Gemeinschaftsunternehmen mit Tiger Airways aufgegeben hat. Stattdessen brachte man eine neue Billigfluggesellschaft mit dem Namen Thai Smile auf den Markt.
Im Juni 2011 wurden Planungen bekannt, nach denen Thai Airways in den nächsten Jahren zudem insgesamt 37 neue Flugzeuge leasen. So wurden unter anderem acht Airbus A350-900 und sechs Boeing 787-8 bei verschiedenen Leasingfirmen bestellt.
Die ab Ende 2012 ausgelieferten Airbus A380-800 kamen zunächst sechs Wochen lang auf den regionalen Strecken nach Hongkong und Singapur zum Einsatz, bevor ab dem 15. Dezember 2012 der morgendliche Frankfurt-Flug als erste Langstrecke auf die A380-800 umgestellt wurde, gefolgt von Tokio-Narita und Paris.
Von Januar 2013 bis Herbst 2014 erwirtschaftete Thai Airways über 600 Millionen US-Dollar Verlust. Die hochdefizitäre Fluggesellschaft will sich nun von 5.000 Mitarbeitern und 22 Flugzeugen trennen. Ebenso sollen mehrere unrentable Strecken gestrichen werden.
Die niedrigeren Treibstoffpreise und ein stärkerer thailändischer Baht erlaubte es THAI, einen Gewinn von 4,54 Milliarden Baht (134 Millionen US-Dollar) im ersten Quartal 2015 zu vermelden. Das Ergebnis der zweiten Hälfte für 2015 haben eine gewisse Verbesserung gezeigt, aber die Fluggesellschaft ist immer noch in den roten Zahlen.
In den folgenden Jahren machte THAI immer größere Verluste – 2,11 Milliarden Baht im Jahr 2017,  11,6 Milliarden Baht im Jahr 2018 und 12 Milliarden Baht im Jahr 2019.
Im Mai 2020 betrugen die Schulden 240 Milliarden Baht. Nachdem die vorgeschlagene staatliche Garantie abgelehnt wurde, hat THAI den Insolvenzantrag eingereicht. Wegen des eröffneten Insolvenzverfahrens durfte THAI vorübergehend keine stornierten oder annullierten Flüge mehr erstatten, allerdings waren Umbuchungen möglich. Der Flugbetrieb für die Strecken von Deutschland wurde aufgrund der verschärften Einreisebestimmungen für Thailand bis 31. Dezember 2020 ausgesetzt.
Im Juni 2021 hat der Central Bankruptcy Court dem Business Rehabilitation Plan von THAI zugestimmt. In diesem Plan wurden einige Administratoren genannt, die das Unternehmen weiter betreiben dürfen und den Plan umsetzen.
Thai Airways meldete für das dritte Quartal des Jahres 2024 einen Nettogewinn von 12,48 Milliarden Baht (360 Millionen US-Dollar), was als ein erstes Zeichen für eine gewisse Erholung nach der Sanierung angesehen wird. Weiterhin wurden im selben Quartal 3,94 Millionen Passagiere befördert, was einen Anstieg von 20,5 % gegenüber dem Vorjahr bedeutet.

## Flugziele
Thai Airways International fliegt von ihren vier Drehkreuzen neben Städten innerhalb Thailands Ziele in ganz Asien sowie in Europa und im Mittleren Osten an.
Im deutschsprachigen Raum werden Frankfurt, München und Zürich bedient.
Darüber hinaus unterhält Thai Airways diverse Codeshare-Abkommen innerhalb der Star Alliance, unter anderem mit Lufthansa, United Airlines, Air Canada und SAS Scandinavian Airlines.

## Flotte

### Aktuelle Flotte
Mit Stand Februar 2024 besteht die Flotte der Thai Airways aus 70 Flugzeugen mit einem Durchschnittsalter von 9,4 Jahren:
| Flugzeugtyp      | Anzahl | bestellt | Anmerkungen                             | Sitzplätze (First/Business/Eco)              | Durchschnittsalter |
| ---------------- | ------ | -------- | --------------------------------------- | -------------------------------------------- | ------------------ |
| Airbus A320-200  | 20     |          | zwei inaktiv; übernommen von Thai Smile | 168 (–/var./var.) 174 (–/var./var.)          | 10,2 Jahre         |
| Airbus A321neo   |        | 22       | Auslieferung ab 2025                    | – Offen –                                    |                    |
| Airbus A330-300  | 03     | 02       |                                         | 321 (−/32/289)                               | 14,8 Jahre         |
| Airbus A350-900  | 17     | 10       | zwei inaktiv                            | 321 (–/32/289) 334 (–/33/301) 339 (–/30/309) | 6,2 Jahre          |
| Boeing 777-200ER | 05     |          | eine inaktiv                            | 292 (−/30/262)                               | 17,0 Jahre         |
| Boeing 777-300ER | 17     |          | eine inaktiv                            | 303 (8/40/255) 348 (–/42/306)                | 8,9 Jahre          |
| Boeing 787-8     | 06     |          | eine inaktiv                            | 256 (−/22/234)                               | 9,2 Jahre          |
| Boeing 787-9     | 02     | 48       |                                         | 289 (−/30/268)                               | 6,4 Jahre          |
| Gesamt           | 70     | 82       |                                         |                                              | 9,4 Jahre          |

Weitere Flugzeuge werden eigenständig durch die Tochtergesellschaft Nok Air betrieben.

### Aktuelle Sonderbemalungen
| Bemalung      | Flugzeugtyp     | Luftfahrzeugkennzeichen | Zeitraum            | Bild |
| ------------- | --------------- | ----------------------- | ------------------- | ---- |
| Star Alliance | Airbus A350-900 | HS-THQ                  | seit September 2023 |      |

### Ehemalige Flugzeugtypen

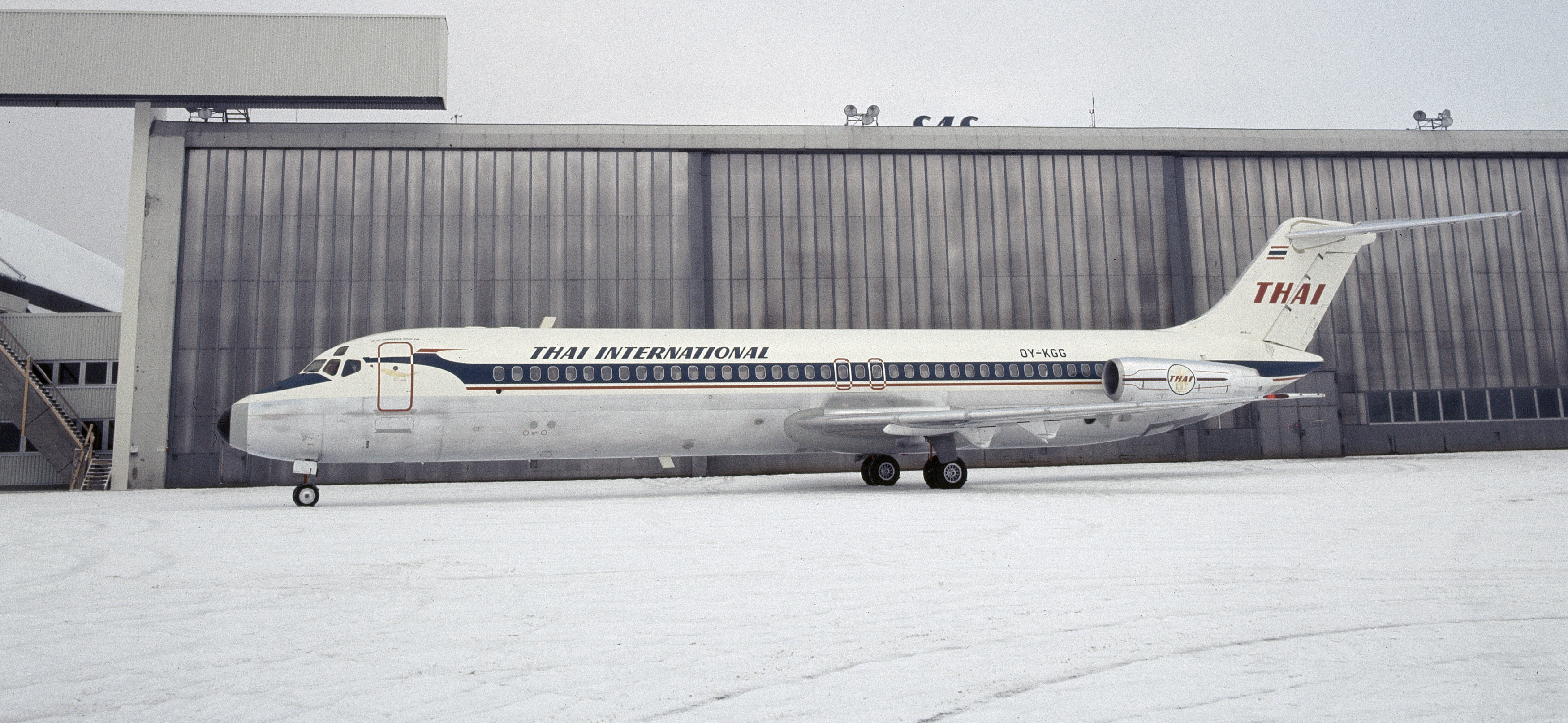
Douglas DC-9-41 der Thai Airways im Jahr 1968

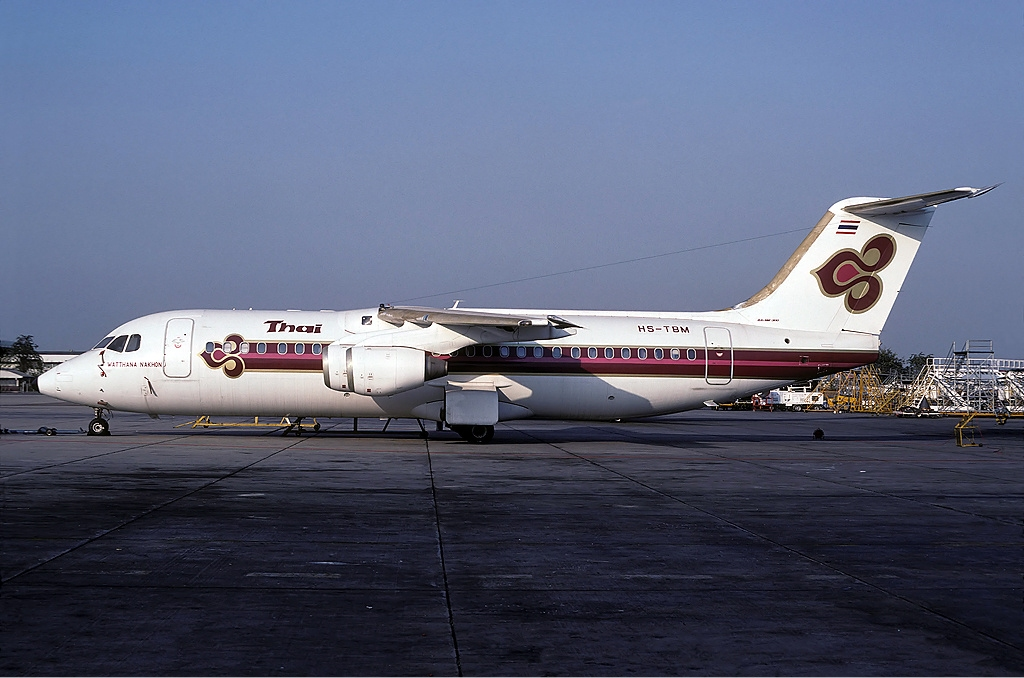
BAe 146-300 der Thai Airways im Jahr 1993

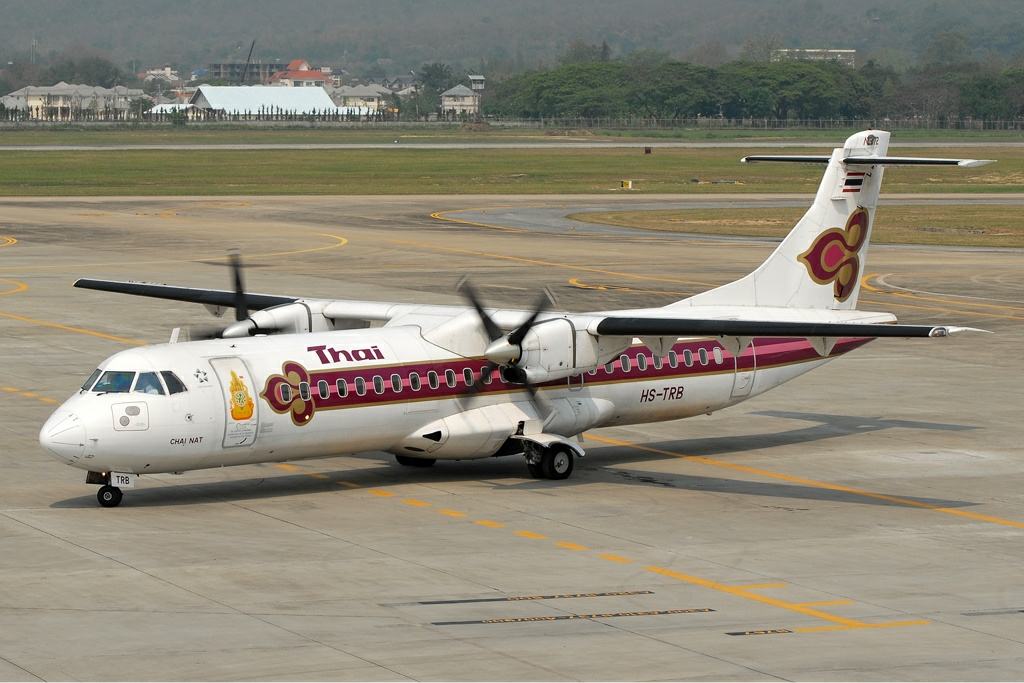
ATR 72 der Thai Airways im Jahr 2009

In der Vergangenheit setzten Thai Airways Company, Thai Airways und Thai Airways International unter anderem folgende Flugzeugtypen ein:
- Airbus A300B4-100/-2C/-200
- Airbus A300-600(R)
- Airbus A310-200/-300
- Airbus A340-500/-600
- Airbus A380-800
- ATR 42-320
- ATR 72-201
- Boeing 737-200/-400
- Boeing 747-200/-300/-400
- BAe 146-100/-200/-300
- Convair CV-990A
- Douglas DC-3
- Douglas DC-4
- Douglas DC-6
- Douglas DC-8
- Douglas DC-9
- Hawker-Siddeley HS 748
- Lockheed Super Constellation
- McDonnell Douglas DC-10-30
- McDonnell Douglas MD-11
- Short 330
- Short 360
- Sud Aviation Caravelle

## Zwischenfälle
Thai Airways International und Thai Airways Company verzeichneten in ihrer Geschichte 16 Totalverluste von Flugzeugen. Bei neun davon kamen 382 Menschen ums Leben. Beispiele:

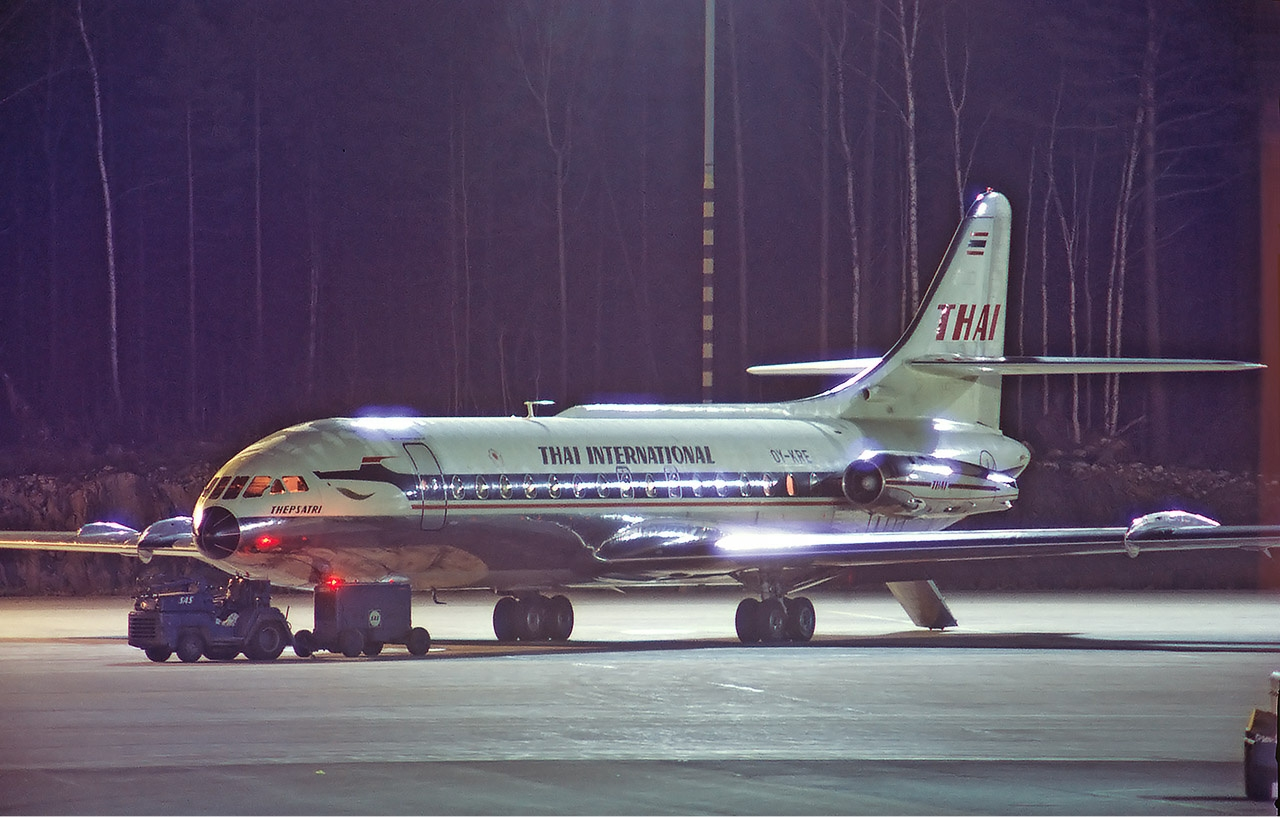
Sud Aviation Caravelle III, baugleich mit der im Juni 1967 verunglückten

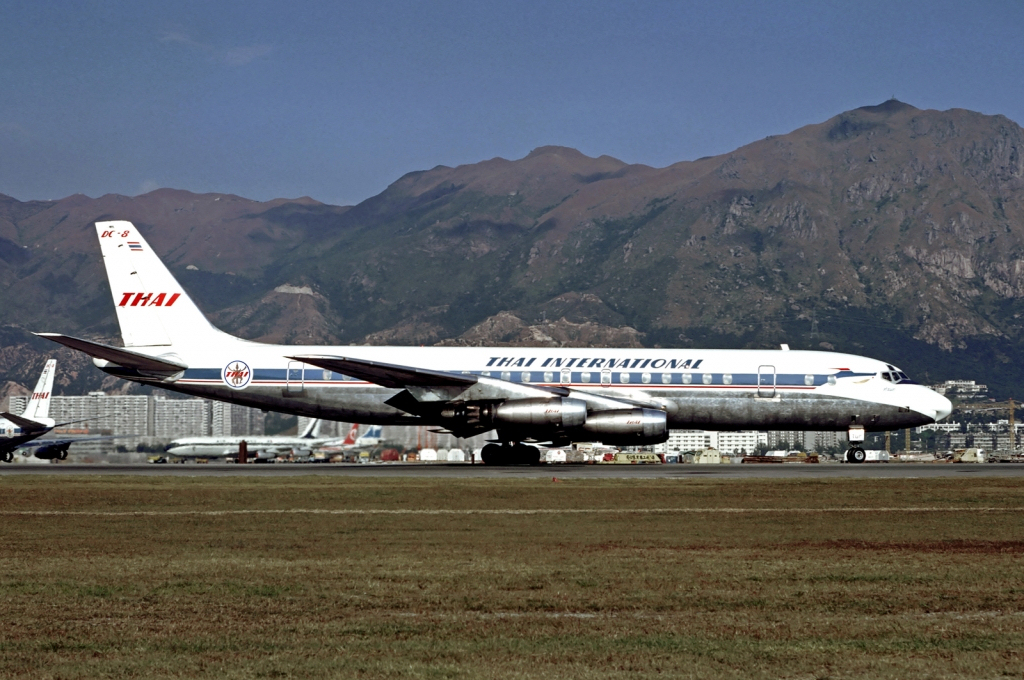
Douglas DC-8-32, baugleich mit der im Mai 1973 verunglückten

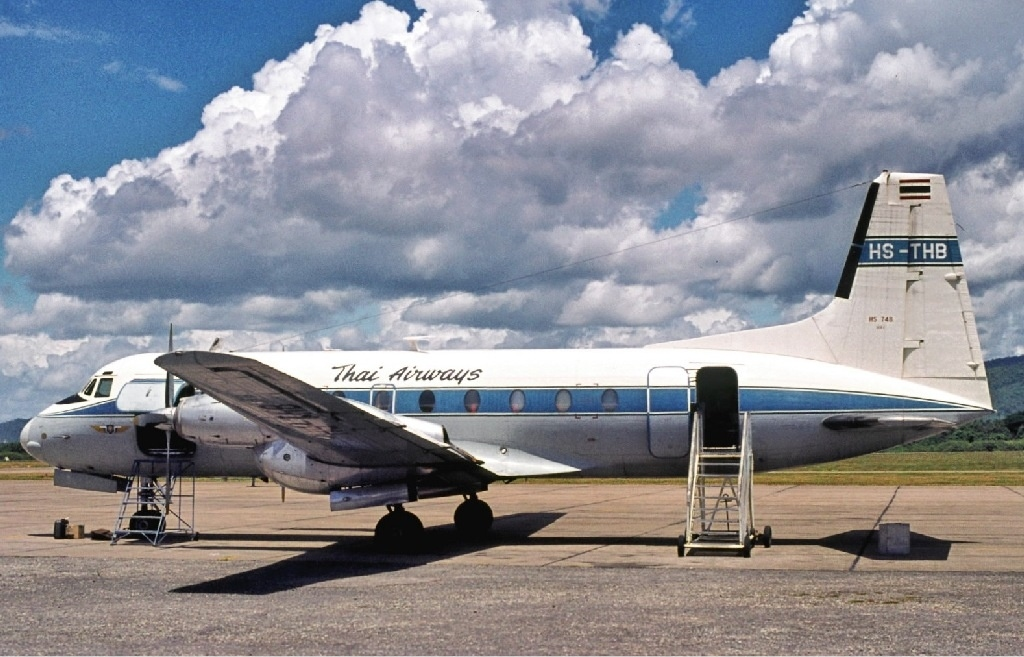
Hawker-Siddeley HS 748 der Thai Airways, baugleich mit den 1980 und 1987 verunglückten

- Am 30. Juni 1967 verunglückte eine Sud Aviation Caravelle III (Luftfahrzeugkennzeichen HS-TGI)  aus Taipeh kommend während Starkregens beim Landeanflug auf den Flughafen Kai Tak in Hongkong. Die Maschine unterschritt, vermutlich aufgrund von Windströmungen, die Mindestflughöhe und schlug durch einen Steuerfehler des Kopiloten kurz vor der Landebahn auf die Wasseroberfläche auf. Von 80 Menschen an Bord kamen 24 ums Leben (siehe auch Thai-Airways-Flug 601).[33]

- Am 25. Dezember 1967 verunglückte eine Douglas DC-3 (HS-TDH) auf dem Thai-Airways-Flug 002 beim Landeanflug auf den Flughafen Chiang Mai. Der Kapitän entschied sich trotz Nebels mit einer Sicht von 100 Metern für einen visuellen Anflug entlang der mittleren von drei Straßen, welche auf die Landebahn zuführte. Er verwechselte diese jedoch mit der rechten der drei und bemerkte dies erst spät. Beim Versuch, die Maschine abzufangen, scherte diese aus und schlug auf dem Boden auf, wobei 4 von 31 Menschen an Bord ums Leben kamen.[34]

- Am 10. Mai 1973 verunglückte eine Douglas DC-8-30 (HS-TGU) der Thai Airways International bei der Landung auf dem Flughafen Kathmandu. Sie überschoss nach spätem Aufsetzen das Ende der Landebahn, wobei ein Mensch am Boden ums Leben kam.[35]

- Am 27. April 1980 stürzte eine Hawker-Siddeley HS 748 der Thai Airways Company (HS-THB) während eines Gewitters im Anflug auf den Flughafen Bangkok-Don Mueang ab. Von den 53 Insassen kamen 44 ums Leben[36] (siehe auch Thai-Airways-Flug 231).

- Am 21. Juni 1980 gelang es nicht, eine Hawker Siddeley HS 748-243 der Thai Airways (HS-THG) beim Start vom Flughafen Chiang Rai (Thailand) abzuheben. Die Maschine überrollte das Startbahnende und kam auf der Uferböschung eines kleineren Flusses zum Stillstand. Alle 21 Insassen, drei Besatzungsmitglieder und 18 Passagiere, überlebten den Unfall. Das Flugzeug wurde irreparabel beschädigt.[37]

- Am 15. April 1985 kollidierte eine Boeing 737-200 der Thai Airways Company (HS-TBB) beim Landeanflug auf den Flughafen Phuket nach einem Ausfall beider Triebwerke mit einem Berghang. Alle elf Menschen an Bord kamen ums Leben (siehe auch Flugunfall einer Boeing 737 der Thai Airways bei Phuket 1985).[38]

- Am 28. April 1987 vergaßen die Piloten einer Hawker Siddeley HS 748-243 der Thai Airways (HS-THI), vor der Landung auf dem Flughafen Chiang Rai (Thailand) das Fahrwerk auszufahren, unter anderem, weil sie die Checkliste nicht benutzten. Es kam natürlich zu einer Bauchlandung, bei der die Maschine nach 1075 Metern neben der Landebahn zum Stillstand kam. Das Flugzeug wurde irreparabel beschädigt. Alle 43 Insassen, vier Besatzungsmitglieder und 39 Passagiere, überlebten den Unfall.[39]

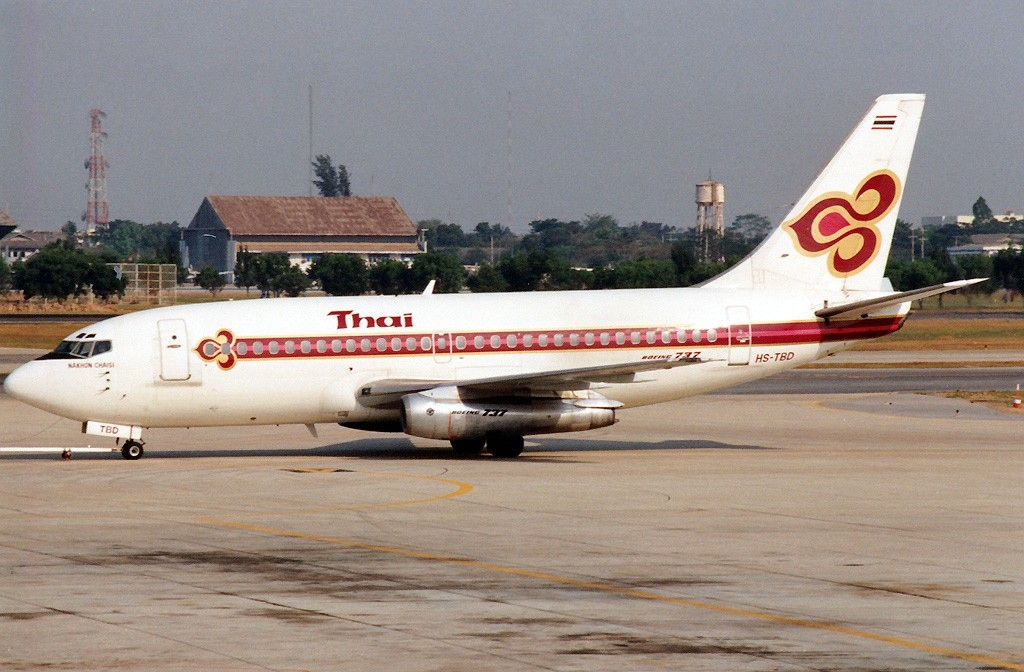
Boeing 737-2P5, baugleich mit den 1985 und 1987 verunglückten

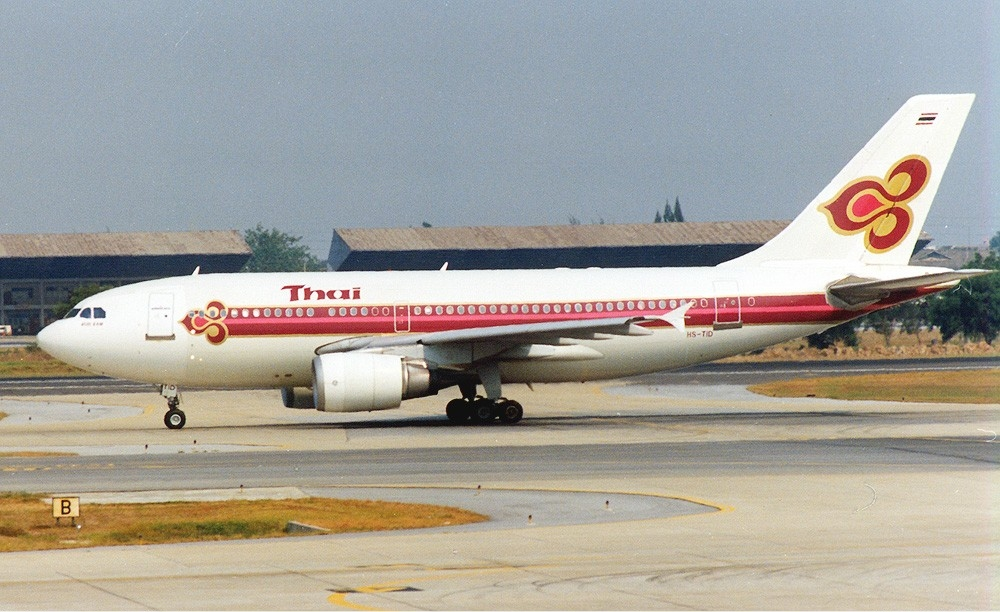
Der im Juli 1992 verunglückte Airbus A310-300, auch baugleich mit dem 1998 verunglückten

- Am 31. August 1987 verunglückte erneut eine Boeing 737-200 (HS-TBC) der Thai Airways Company beim Landeanflug auf den Flughafen Phuket. Sie befand sich zusammen mit einem Flug der Dragonair im Anflug, als es Unstimmigkeiten bezüglich der Reihenfolge der Landungen gab. Als die Flightcrew schließlich gewarnt wurde, dass die Dragonair-Maschine ihren Kurs kreuzen könnte, verlangsamte sie ihre Maschine so sehr, dass es zu einem Strömungsabriss kam und die Maschine ins Meer stürzte. Alle 83 Menschen an Bord kamen ums Leben (siehe auch Thai-Airways-Flug 365).[40]

- Am 31. Juli 1992 mussten die Piloten eines Airbus A310-300 der Thai Airways International (HS-TID) den Landeanflug auf den Flughafen Kathmandu abbrechen, nachdem eine Fehlfunktion der für diesen Flughafen zwingend notwendigen Landeklappen auftrat. Als die Störung behoben werden konnte, waren einige Flugmanöver für einen erneuten Anflug in dem bergigen Gelände erforderlich. Aufgrund unzureichender Kommunikation mit der Flugsicherung und folgenden Navigationsfehlern kollidierte die Maschine mit einem Berg, wobei alle 113 Insassen, 99 Passagiere und 14 Besatzungsmitglieder, ums Leben kamen. Dies war der erste Totalverlust eines Airbus A310 (siehe auch Thai-Airways-Flug 311).[41]

- Am 11. Dezember 1998 stürzte ein Airbus A310-200 der Thai Airways International (HS-TIA) während schlechten Wetters bei seinem dritten Landeversuch in Surat Thani ab. Vermutlich verloren die Piloten in der nächtlichen Umgebung durch eine scharfe, windbedingte Bewegung der Maschine die Orientierung. 45 von 146 Menschen an Bord konnten gerettet werden (siehe auch Thai-Airways-Flug 261).[42]

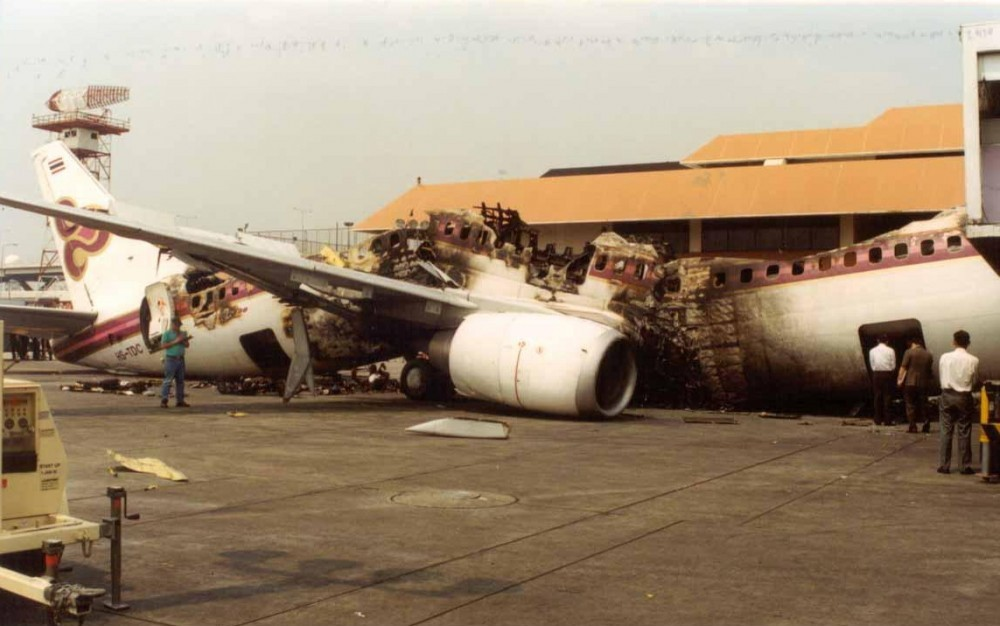
Das Wrack der im März 2001 explodierten Boeing 737-400

- Am 3. März 2001 explodierte eine Boeing 737-400 (HS-TDC), während sie an einem Flugsteig des Flughafens Bangkok-Don Mueang für den nächsten Flug vorbereitet wurde. Als wahrscheinlichste Ursache gelten entzündete Kerosindämpfe, die durch die starke Aufheizung des Center-Tanks durch die direkt daneben befindlichen Aggregate der Klimaanlage entstanden. Die Maschine stand zuvor mit laufender Klimaanlage etwa 40 Minuten bei 35 Grad Celsius in der Sonne. An Bord befanden sich acht Besatzungsmitglieder, von denen eine Stewardess durch die Explosion ums Leben kam (siehe auch Thai-Airways-Flug 114).[43]

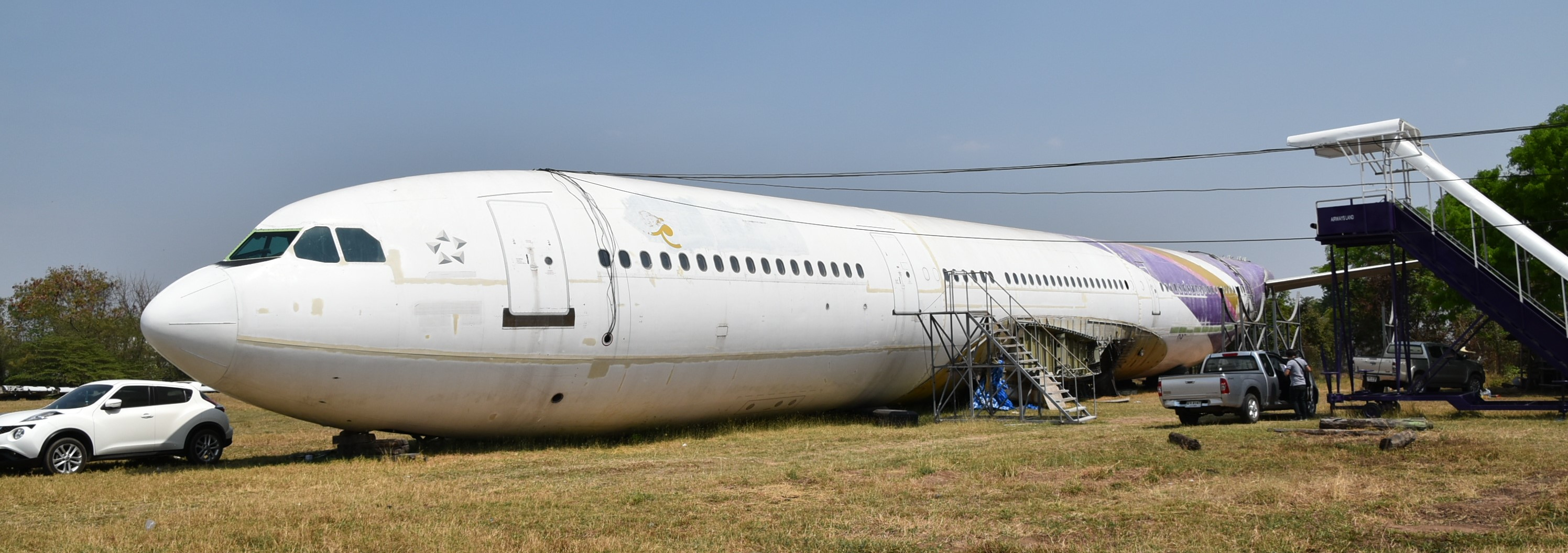
Der im September 2013 verunglückte Airbus A330-300

- Am 8. September 2013 kam ein Airbus A330-300 der Thai Airways International (HS-TEF) auf dem Thai-Airways-Flug 679 bei der Landung am Flughafen Bangkok-Suvarnabhumi nach 1000 Metern von der Landebahn ab. Die Ursache war eine gebrochene Stange („bogie beam“) des rechten Hauptfahrwerkes der 19 Jahre alten A330. Bis zu 14 Personen wurden verletzt. Das Flugzeug wurde irreparabel beschädigt.[44][45][46]

## Unternehmensbeteiligungen
Thai Airways ist unter anderem an folgenden Unternehmen beteiligt:
- Thai Smile Airways Co., Ltd. (100 %)
- Thai Amadeus Southeast Asia Co., Ltd. (55 %)
- WingSpan Services Co., Ltd. (49 %)
- Donmuang International Airport Hotel Co., Ltd. (40 %)
- Nok Air Plc. (39,2 %)
- Phuket Air Catering Co., Ltd. (30 %)
- Suvarnabhumi Airport Hotel Co., Ltd. (30 %)
- Royal Orchid Hotel (Thailand) Plc. (24 %)
- Bangkok Aviation Fuel Services Plc. (22,6 %)